# Coelioxys alata
Coelioxys alata là một loài ong trong họ Megachilidae. Loài này được Förster miêu tả khoa học đầu tiên năm 1853.